# Petaurus australis
Petaurus australis är en pungdjursart som beskrevs av George Shaw 1791. Petaurus australis ingår i släktet Petaurus och familjen flygpungekorrar. IUCN kategoriserar arten globalt som livskraftig.

## Utseende
Arten är med en kroppslängd (huvud och bål) av 27 till 30 cm, en svanslängd av 42 till 48 cm och en vikt av 435 till 710 g en av de större medlemmarna i släktet Petaurus. Den har liksom andra flygpungekorrar en flygmembran för att sväva i luften. Honans pung har en skiljande vägg (septum) i pungen (marsupium) men väggen sträcker sig inte över hela pungens längd. Den lena pälsen har på ovansidan en mörk gråbrun färg och undersidan är krämvit till gulorange. På ryggens mitt finns en mörk längsgående linje. Svansen kan användas som gripverktyg men den är helt täckt med hår. Petaurus australis har svarta händer och fötter samt en rosa nos.

## Utbredning och habitat
Pungdjuret förekommer i östra Australien. Arten vistas i öppna skogar och i annan fuktig vegetation med hårda blad. Honor föder en unge per kull.

## Ekologi
Petaurus australis är aktiv på natten och den vistas huvudsakligen i träd. Med hjälp av flygmembranen kan den glidflyga upp till 114 meter. På dagen vilar djuret i en hålighet i trädet som fodras med löv. Ofta bildar en vuxen hane, en eller två honor och deras ungar en liten flock. Arten äter främst nektar, pollen och trädens vätskor (vanligen från eukalyptusträd). För att komma åt vätskan skrapar flygpungekorren med framtänderna på trädet. I mindre mått ingår insekter och deras larver, spindeldjur och kanske små ryggradsdjur i födan.
Parningen sker i Victoria mellan augusti och december och i Queensland hela året. Efter en kort dräktighet föds vanligen en och sällan två ungar. Ungen lever sedan cirka 100 dagar i moderns pung. De följande 60 dagar stannar ungen i boet. Efter att ungen lämnade pungen deltar även fadern i uppfostringen. Ungen blir efter 18 till 24 månader självständig och ungefär samtidig könsmogen.

## Underarter
Arten delas in i följande underarter:
- P. a. australis
- P. a. reginae